# اس‌ام یوسی-۷۸
اس‌ام یوسی-۷۸ (به انگلیسی: SM UC-78) یک زیردریایی بود که طول آن ۱۶۵ فوت ۶ اینچ (۵۰٫۴۴ متر) بود. این زیردریایی در سال ۱۹۱۶ ساخته شد.